# Rocio
Rocio – rodzaj słodkowodnych ryb okoniokształtnych z rodziny pielęgnicowatych (Cichlidae). 

## Zasięg występowania
Ryby te występują w tropikalnych wodach Meksyku i Ameryki Centralnej – od dorzecza rzeki Río Papaloapan przez półwysep Jukatan do Hondurasu i Gwatemali. Dorastają zwykle do 10 cm długości, Rocio octofasciata nawet do 25 cm.

## Klasyfikacja
Gatunki zaliczane do tego rodzaju:
- Rocio gemmata Contreras-Balderas & Schmitter-Soto, 2007
- Rocio ocotal Schmitter-Soto, 2007
- Rocio octofasciata (Regan, 1903) – pielęgnica niebieskołuska[3], pielęgnica plamista[potrzebny przypis]
- Rocio spinosissima (Vaillant & Pellegrin, 1902)